# Jean Giono
(Jean Giono, da L'uomo che piantava gli alberi)
Jean Giono (Manosque, 30 marzo 1895 – Manosque, 9 ottobre 1970) è stato uno scrittore, saggista e traduttore francese.
Per l'insieme della sua opera ha ricevuto nel 1953 il Prix Prince-Pierre-de-Monaco; nel 1954 è divenuto membro dell'Académie Goncourt.

## Biografia
Nacque a Manosque, in Provenza, nel 1895, da una famiglia d'origine piemontese. Il padre era calzolaio e la madre stiratrice. Fu impiegato di banca, ma coltivò fin da giovane la passione letteraria, grazie alle appassionate letture di Omero e di Virgilio. Partecipò alla prima guerra mondiale e fu tra gli undici uomini del suo battaglione che sopravvissero a Verdun (1917). Ciò lo segnò per tutta la vita e l'indirizzò verso un ideale pacifista, fortemente palesato all'approssimarsi del secondo conflitto mondiale.
Esordì nel campo poetico con una serie di liriche, tra le quali la raccolta Accompagné de la flûte (1924), prima di cimentarsi coi romanzi, tra cui Colline (1929, vincitore del Premio Brentano) e Regain (1930, vincitore del Prix Northcliffe), incentrati nell'invito a vivere in armonia con la natura e nell'esaltazione dell'individualismo e della libertà. Ammiratore delle idee di Jean-Jacques Rousseau, concretizzò il suo ideale di primitivismo ritirandosi sull'altipiano del Contadour o in sperduti siti campagnoli della Provenza.
Scrisse una trentina di romanzi, per i quali trasse ispirazione dalla Grecia antica e con cui dipinse la condizione dell'uomo nel mondo, trattando le questioni morali e metafisiche di portata universale. Giono fu anche autore di saggi, tra i quali Vraies richesses (1936) e Vivre libre (1939): i temi principali ne furono il pacifismo e la critica delle dittature e dei nazionalismi. Per le idee da lui espresse, fu incarcerato nel 1939 e nel 1944, quando il suo pacifismo fu scambiato per collaborazionismo e fu imprigionato per cinque mesi da partigiani comunisti.
Le sue opere sono caratterizzate non di rado da toni epici, a cui egli ricorse perlopiù allo scopo d'esaltare il messaggio naturista, oltre ad accurate indagini psicologiche della figura umana e a forti influenze di Stendhal nella tecnica narrativa. Lontano dall'essere l'autore regionalista che si potrebbe credere, autodidatta, diventò amico di Lucien Jacques, André Gide e Jean Guéhenno.
Tradusse dall'inglese opere di Herman Melville e Tobias Smollett; pubblicò in collaborazione con Edmond Barincou le opere complete e le lettere di Niccolò Machiavelli, nella edizione della Pléiade, per le quali scrisse anche la prefazione
Giono morì per uno scompenso cardiaco nel 1970.

## Analisi critica
Attorno alla figura di Giono la critica è caduta spesso nello stereotipo del cantore dell'idillio contadino per via delle sue continue ambientazioni campestri. In realtà lo scrittore fondava sul rapporto tra uomo e natura i più profondi interrogativi esistenziali. Nella cosiddetta Trilogia di Pan (Collina, Uno di Baumugnes e Risveglio) oltre all'unione panica tra elementi naturali e l'uomo, emerge una visione di anti-antropocentrismo: l'uomo non è al centro di tutto, anzi all'interno delle forze del cosmo deve essere ricollocato «al suo posto».
In Que ma joie demeure del 1934, Giono mette in mostra l'utopia di una comunità che crede di vivere in armonia con una natura non addomesticata. Ne deriva un'inquietante sensazione di inadeguatezza (non far parte di questo mondo) e l'autore si vede costretto ad esporre i limiti di una società ricostruita fuori dai dettami capitalistici. Nel Ciclo dell'Ussaro (La fine degli eroi, Angelo, Morte d'un personaggio, L'ussaro sul tetto e Una pazza felicità) la libertà di un uomo fuori dagli schemi della società è velata dalla disillusione di una visione pessimistica e disincantata.
Con Noè (1947), nel contesto del dibattito sulla finzione narrativa, Giono svicola dall'etichetta di romanziere tradizionale, esponendo i congegni della creazione letteraria e inserendo talvolta nell'opera la propria vita quotidiana. L'autore crea dunque di fatto un romanzo sulla costruzione di un romanzo.

## Opere

### Narrativa
- Collina (Colline), Grasset, 1929
- Uno di Baumugnes (Un de Baumugnes), Grasset, 1929
- Risveglio (Regain, 1930), trad. di M.E. Della Casa, Collana Narrativa n.26, Bagno a Ripoli, Passigli, 1997, ISBN 978-88-368-0424-5.
- Naissance de l'Odyssée, Éditions Kra, 1930
  -  La menzogna di Ulisse, traduzione di Annibale Scicluna Sorge, Collana I Quaderni della Medusa n.24, Milano, Mondadori, 1947.
  -  La menzogna di Ulisse, traduzione di Biancamaria Bruno, Biblioteca del Vascello, Roma, Robin, 1994-2000, ISBN 978-88-863-1229-5.
  -  Nascita dell'Odissea, traduzione di Francesco Bruno, Collana Le Fenici tascabili n.135, Milano, Guanda, 2005, ISBN 978-88-824-6827-9.
- Le Grand Troupeau, Gallimard, 1931
- Il ragazzo celeste (Jean le Bleu, 1932), trad. di Francesco Bruno, Collana Narratori della Fenice, Parma, Guanda, 1999, ISBN 978-88-824-6006-8.
- Solitude de la pitié, Gallimard, 1932
- Il serpente di stelle (Le serpent d'étoiles, 1933), trad. di Francesco Bruno, Collana Prosa contemporanea, Milano, Guanda, 2002, ISBN 978-88-824-6028-0.
- Il canto del mondo (Le Chant du monde, 1934), trad. di Leopoldo Carra, Collana Di là dal fiume e tra gli alberi, Milano, Edizioni Settecolori, 2025, ISBN 979-12-815-1929-9.
- Que ma joie demeure, Grasset, 1935
- Refus d'obéissance, Gallimard, 1937
- Batailles dans la montagne, Gallimard, 1937
- Melville (Pour saluer Melville, 1941), trad. di M.L. Brioschi, Collana Narratori della Fenice, Milano, Guanda, 2020, ISBN 978-88-235-2285-5.
- L'Eau vive, Gallimard, 1943; ripreso in due raccolte: Rondeur des Jours e L'Oiseau bagué, 1973
- Un re senza distrazioni (Un roi sans divertissement), Gallimard, 1947
- Noé, La Table ronde, 1947
- Fragments d'un paradis, Déchalotte, 1948
- Morte d'un personaggio (Mort d'un personnage, 1949), trad. di M.E. Della Casa, Collana Narrativa n.17, Bagno a Ripoli, 1996, ISBN 978-88-368-0379-8.
- Le anime forti (Les Âmes fortes, 1949), traduzione di Riccardo Fedriga, Collana Biblioteca, Vicenza, Neri Pozza, 2011, ISBN 978-88-545-0520-9. - BEAT, 2021, ISBN 978-88-655-9828-3.
- Les Grands Chemins Gallimard, 1951
- L'ussaro sul tetto (Le Hussard sur le toit), Gallimard, 1951
- Il mulino di Polonia (Le Moulin de Pologne), 1952
- L'uomo che piantava gli alberi (L'homme qui plantait des arbres), 1953
- Una pazza felicità (Le Bonheur fou, 1957), [col titolo Alla ricerca della felicità] trad. di Maria Dazzi, Introduzione di Ugo Ronfani, Collana La piazza universale, Torino, Fògola, 1977; Prefazione di Daria Galateria, Collana Narratori della Fenice, Parma, Guanda, 1996, ISBN 978-88-774-6911-3.
- Angelo (Angelo, 1958), trad. di F. Bruno, Collana Narratori della Fenice, Milano, Guanda, 2000, ISBN 978-88-824-6036-5
- Hortense ou l'Eau vive, con Jean Allioux, Éditions France-Empire, 1958
- Il Disastro di Pavia (Le Désastre de Pavie, 1963), trad. di F. Pierno, Edizioni Settecolori, 2023, ISBN 9791281519008.
- Due cavalieri nella tempesta (Deux cavaliers de l'orage, 1965), trad. di F. Bruno, Collana Narratori della Fenice, Milano, Guanda, 2003, ISBN 978-88-824-6180-5.
- Il disertore (Le Déserteur), René Creux Éditeur, 1966
- Ennemonde et Autres Caractères, Gallimard, 1968
- L'Iris de Suse, Gallimard, 1970
- La fine degli eroi (Les Récits de la demi-brigade, 1972), trad. e Nota di Marina Premoli, Collana La memoria n.363, Palermo, Sellerio, 1996, ISBN 978-88-389-1251-1
- Faust au village, Gallimard, 1977

### Saggi e cronache giornalistiche
- Présentation de Pan, 1930
- Manosque-des-plateaux, 1931
- Il serpente di stelle (Le Serpent d'etoiles), 1933
- Les Vraies Richesses, 1936
- Refus d'obéissance, 1937
- Le Poids du ciel, 1938
- Lettera ai contadini sulla povertà e la pace (Lettre aux paysans sur la pauvreté et la paix, 1938), trad. di M.G. Gini, Collana Saggi, Milano, Ponte alle Grazie, 1997, ISBN 978-88-792-8404-2.
- Précisions, 1939
- Recherche de la pureté, 1939
- Triomphe de la vie, 1941
- Viaggio in Italia (Voyage en Italie, 1953), trad. di Maria Dazzi, Introduzione di Luigi Bàccolo, Collana La piazza universale, Torino, Fògola, 1975.
- L'affare Dominici (Notes sur l'affaire Dominici suivi de Essai sur le caractère des personnages, 1955), a cura di Ispano Roventi, Collana Il divano n.196, Palermo, Sellerio, 1996, ISBN 978-88-389-1767-7.
- Provence (1953), La Belle Édition, 1957
- Le Grand Théâtre, 1961
- Il disastro di Pavia. 1525: la sconfitta di Francesco I in Italia (Le Désastre de Pavie: 24 Février 1525, 1963), trad. Franco Pierno, a cura di Flavio Santi, Tipografia Commerciale Pavese, 2002, ISBN 978-88-867-1935-3; Introduzione di Giuseppe Scaraffia, Postfazione di Franco Cardini, Collana Di là dal fiume e tra gli alberi, Milano, Edizioni Settecolori, 2023, ISBN 979-12-815-1900-8.
- Les Terrasses de l'Ile d'Elbe, 1976
- Les Trois Arbres de Palzem, 1984
- De Homère à Machiavel, 1986
- Images d'un jour de pluie et autres récits de jeunesse, 1987
- La Chasse au Bonheur, 1988
- Les Héraclides, 1995
- De Montluc à la « Série Noire » , 1998
- Arcadie... Arcadie..., 2002
- Note su Machiavelli. Con uno scritto su Firenze, traduzione di A. Carenzi, Collana Le porte regali n.23, Milano-Udine, Medusa, 2004, ISBN 978-88-881-3086-6.

### Traduzioni
- Herman Melville, Moby Dick, con Lucien Jacques e Joan Smith, Les Cahiers du Contadour, 1939.
- Machiavel, Oeuvres complètes.., Texte présenté et annoté par Edmond Barincou. Introduction par Jean Giono, Bibliothèque de la Pléiade n° 92, Paris, Gallimard, 1952..
- Id.,Toutes les lettres officielles et familières celles de ses Seigneurs, de ses amis et des siens, présenté et annotées par Edmond Barincou, Préface de Jean Giono, Paris, Gallimard, 1955.
- Tobias Smollett, L'Expédition d'Humphry Clinker, con Catherine d'Ivernois, Paris, Gallimard, 1955.

## Sceneggiature
- 1937 - Regain, tratto dall'omonimo romanzo e diretto da Marcel Pagnol.
- 1957 o 1958 - Le Foulard de Smyrne[13][14][15], diretto da François Villiers;
- 1958 - La Duchesse (cortometraggio)[14];
- 1959 - Platero et moi, da Platero y yo di Juan Ramón Jiménez; film mai realizzato[14];
- 1958 - L'Eau vive, diretto da François Villiers.[16];
- 1960 - Cresus film scritto e realizzato da Jean Giono;
- 1963 - Un roi sans divertissement, diretto da François Leterrier;
- 1965 - Ossessione nuda ((Le Chant du monde, dal romanzo omonimo), diretto da Marcel Camus;

## Film tratti da opere di Jean Giono
- 1934 - Angèle, da Un de Baumugnes e diretto da Marcel Pagnol.
- 1938 - La moglie del fornaio (La Femme du boulanger), da Jean le Bleu, diretto da Marcel Pagnol.
- 1987 - L'uomo che piantava gli alberi, film d'animazione dal racconto omonimo, diretto da Frédéric Back.
- 1995 - L'ussaro sul tetto, dal romanzo omonimo, diretto da Jean-Paul Rappeneau.
- 2001 - Les Âmes fortes dal romanzo omonimo, diretto da Raúl Ruiz.

## Curiosità
A Torino gli hanno intitolato la scuola francese dalla materna al liceo che si trova in corso Casale